# Municipio de Morris (Nueva Jersey)
El municipio de Morris (en inglés: Morris Township) es un municipio ubicado en el condado de Morris en el estado estadounidense de Nueva Jersey. En el año 2010 tenía una población de 22,306 habitantes y una densidad poblacional de 545 personas por km².

## Geografía
El municipio de Morris se encuentra ubicado en las coordenadas 40°47′39″N 74°29′32″O / 40.79417, -74.49222.

## Demografía
Según la Oficina del Censo en 2000 los ingresos medios por hogar en el municipio eran de $101,902 y los ingresos medios por familia eran $116,866. Los hombres tenían unos ingresos medios de $80,946 frente a los $50,864 para las mujeres. La renta per cápita para la localidad era de $54,782. Alrededor del 3.8% de la población estaba por debajo del umbral de pobreza.